# Thermastrocythere riojai
Thermastrocythere riojai är en kräftdjursart som först beskrevs av Clarence Clayton Hoff 1943.  Thermastrocythere riojai ingår i släktet Thermastrocythere och familjen Entocytheridae. Inga underarter finns listade i Catalogue of Life.